# Tatjana Wassiljewna Miroljubowa

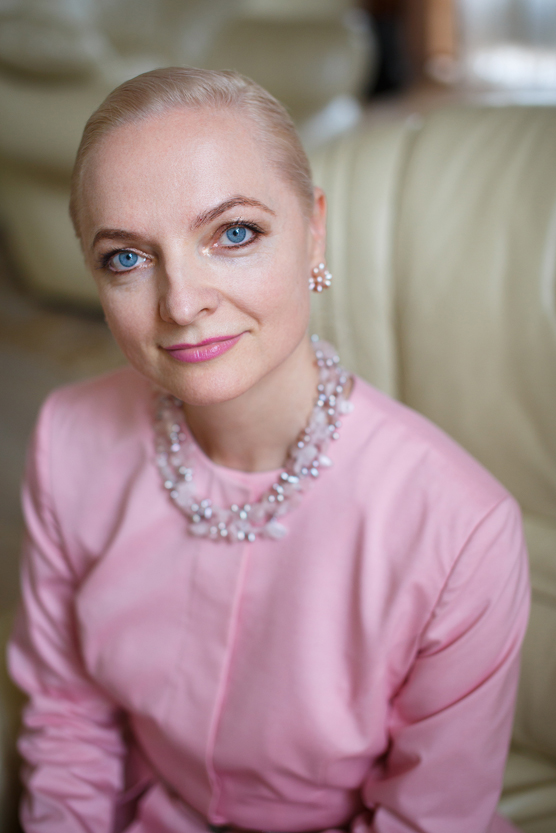
Tatjana Wassiljewna Miroljubowa

Tatjana Wassiljewna Miroljubowa (russisch Татьяна Васильевна Миролюбова; * 15. Februar 1964 in Perm) ist eine sowjetische bzw. russische Ökonomin und Hochschullehrerin.

## Leben
Das Studium an der Universität Perm (PGU) in der Ökonomie-Fakultät schloss Miroljubowa 1986 mit Auszeichnung ab. Es folgte die Aspirantur am Institut für Ökonomie der Ural-Abteilung der Akademie der Wissenschaften der UdSSR (AN-SSSR, seit 1991 Russische Akademie der Wissenschaften (RAN)) in Swerdlowsk/Jekaterinburg bei Jewgeni Sapiro mit Spezialisierung auf Ökonomie und Organisation der Steuerung der Volkswirtschaft und ihrer Branchen. 1992 verteidigte sie ihre Dissertation über Verbesserung der Wirtschaftstätigkeit von Unternehmen unter marktwirtschaftlichen Bedingungen mit Erfolg für die Promotion zur Kandidatin der ökonomischen Wissenschaften. Darauf lehrte sie als Assistentin und ab 1995 als Dozentin am Lehrstuhl für Politökonomie der PGU.
Ab 2008 leitete Miroljubowa den Lehrstuhl für Politökonomie der PGU, der 2010 der Lehrstuhl für Welt- und Regionalwirtschaft wurde. Sie verteidigte 2009 an der Moskauer Hochschule für Privatisierung und Unternehmertum ihre Doktor-Dissertation über einen Cluster-Ansatz für die staatliche Steuerung der regionalen Wirtschaftsentwicklung mit Erfolg für die Promotion zur Doktorin der ökonomischen Wissenschaften.
Im Januar 2013 wurden die Lehrstühle für Welt- und Regionalwirtschaft und für Wirtschaftstheorie und Branchenmärkte der PGU zum Lehrstuhl für Weltwirtschaft und Wirtschaftstheorie unter der Leitung Miroljubowas vereinigt. Im Januar 2014 wurde die PGU Nationale Forschungsuniversität (PGNIU). Als Nachfolgerin ihres Mannes Juri Jurjewitsch Miroljubow (1947–2013) war sie 2014–2018 Dekanin der Ökonomie-Fakultät der PGNIU. Die Ernennung zur Professorin erfolgte 2015.
Am 18. September 2016 wurde Miroljubowa als Abgeordnete der Parei Einiges Russland in die Gesetzgebende Versammlung der Region Perm gewählt. Sie wurde Vorsitzende des Komitees für Industrie, Wirtschaftspolitik und Steuern.

## Ehrungen, Preise
- Ehrenarbeiterin der Höheren Berufsausbildung der Russischen Föderation (2011)[1]
- Ehrenprofessorin der PGNIU (2015)